# Don't Lie
Don't Lie è un singolo del gruppo musicale statunitense The Black Eyed Peas, pubblicato il 26 luglio 2005 come secondo estratto dal quarto album in studio Monkey Business.

## Descrizione
Il brano è stato scritto da will.i.am (che ne è anche il produttore), Fergie, Taboo, Apl.de.ap, C. Peters, D. Peters e R. Walters ed è basato su un campionamento di un demo che Fergie aveva inciso prima di entrare a far parte del gruppo. Il tema affrontato dal brano è quello delle bugie, visto dal punto di vista maschile e da quello femminile. Nel testo infatti gli uomini del brano parlando di vari problemi risolti appunto mentendo, mentre Fergie canta il ritornello che fa "No, no, no, no baby, no, no, no, no don't lie" che vuol dire, appunto" No, no, no, no tesoro, no, no, no, no non mentire".

## Video musicale
Il video, girato a Rio de Janeiro, inizia con una fotografia di tutti e quattro i componenti del gruppo, i quali iniziano successivamente a muoversi insieme alla musica prendendo ritmo e poi iniziano a ballare.

## Tracce
1. Don't Lie – 3:40
2. Shake Your Monkey – 3:54
3. Don't Lie (Beet & Produce NY Mix) – 4:07
4. Don't Lie (Video)

## Successo commerciale
Il singolo ha ottenuto un notevole successo negli Stati Uniti d'America (sesta posizione nella Billboard Hot 100), in Australia ed in diversi paesi in Europa. In Italia ha ottenuto anche un ottimo successo restando per molte settimane tra i primi singoli dell'estate nelle classifiche. In America Latina il singolo è stato pubblicato dopo il grande successo di Don't Phunk with My Heart, e fu in grado di eguagliare il suo successo. È entrato nella top ten nella sua quinta settimana e ha raggiunto la seconda posizione nella sua ultima settimana, rimanendovi per cinque settimane e diventando il secondo singolo tra i più ascoltati.

## Classifiche
| Classifica (2005) | Posizione massima |
| ----------------- | ----------------- |
| Australia         | 6                 |
| Austria           | 6                 |
| Belgio (Fiandre)  | 14                |
| Belgio (Vallonia) | 19                |
| Danimarca         | 9                 |
| Francia           | 20                |
| Germania          | 12                |
| Grecia            | 15                |
| Irlanda           | 11                |
| Italia            | 8                 |
| Norvegia          | 7                 |
| Nuova Zelanda     | 5                 |
| Paesi Bassi       | 7                 |
| Regno Unito       | 6                 |
| Russia            | 6                 |
| Spagna            | 16                |
| Stati Uniti       | 14                |
| Svezia            | 19                |
| Svizzera          | 11                |